# Cadillac
Cadillac (izgovarati /ˈkædɨlæk/) je američki proizvođač luksuznih automobila u vlasništvu General Motorsa. Vozila Cadillac se prodaju u preko pedeset zemalja, ali uglavnom u Sjevernoj Americi. Cadillac je trenutno drugi najstariji američki proizvođač automobila iza Buicka i se nalazi među najstarijim proizvođačima automobila na svijetu.
Cadillac je osnovao u zoru 22. kolovoza 1902. godine Henry M. Leland. Njegov osnivač Henry M. Leland, mehaničar i poduzetnik za naziv tvrtke uzeo je prezime utemeljitelja grada Detroita Antoinea de la Mothea Cadillaca. General Motors je 1909. godine kupio Cadillac te je u roku od šest godina postavio temelje za masovnu proizvodnju automobila. Nadahnuće za logo tvrtke temelji se na grbu grada Detroita za vrijeme Henryjevog boravka u Québecu. Cadillac je uveo mnogo dodatne opreme u automobile, uključujući puni električni sustav, ručni mjenjač i čelični krov. Marka je razvila tri motora, od kojih je jedan (V8 motor), standard za američku automobilsku industriju. Cadillac je prvi američki automobil koji je osvojio prestižnu nagradu Dewar iz engleskog Kraljevskog automobiliskog kluba zbog pouzdanosti na testiranju 1908. godine. Istu nagradu je osvojio i po drugi put 1912. godine, za ugradnju električnog pokretanja i rasvjete u automobilu.

## Povijest

### Osnutak
- Cadillac 6 1/2HP Tonneau 1903
- Cadillac 8 1/4HP Surrey 1904
- Cadillac 10HP Tonneau 1904
- Cadillac 6 1/2HP Rear-entrancetonneau 1904
- Cadillac 8 1/4HP Detachable-toplimousine 1904
- Cadillac 8 1/4HP Tonneau 1904
- Cadillac 8 1/4HP Tonneau 1904
- Cadillac 8 1/2HP Tonneau 1904
- Cadillac 10HP Tonneau 1904
- Cadillac 9HP Limousine

Cadillac je formiran od ostatka Henry Ford Company, kada je Henry Ford napustio tvrtku s nekoliko njegovih ključnih partnera. S namjerom likvidacije tvrtke, Fordovi financijski ljudi William Murphy i Lemuel Bowen zovu inženjera Henryja Lelanda ocijeniti im postrojenja i opremu tvrtke prije nego što ih prodaju. Umjesto toga, Leland ih je uvjerio nastaviti poslovati automobilima koristeći njegov motor s jednim cilindrom. Nakon što je Henry Ford napustio tvrtku, dana 22. kolovoza 1902. godine nastaje nova tvrtka pod nazivom Cadillac Automobile Company. Leland & Faulconer Manufacturing i Cadillac su se udružili 1905. godine. Automobil Cadillac je dobio naziv po francuskom istraživaču Antoineu Laumetu de La Motheu, sieur de Cadillacu iz 17. stoljeća koji je 1701. godine osnovao grad Detroit.

## Modeli
| Model          | Godina        | Slika |
| -------------- | ------------- | ----- |
| 355            | 1931. – 1935. |       |
| V-16           | 1930. – 1940. |       |
| 60             | 1936. – 1938. |       |
| 70             | 1936. – 1976. |       |
| 65             | 1937. – 1938. |       |
| Sixty Special  | 1938. – 1976. |       |
| 61             | 1939. – 1951. |       |
| 62             | 1940. – 1964. |       |
| Eldorado       | 1953. – 2002. |       |
| Coupe de Ville | 1949. – 1993. |       |
| Calais         | 1965. – 1976. |       |
| Seville        | 1975. – 2004. |       |
| Fleetwood      | 1963. – 1970. |       |
| Cimarron       | 1982. – 1988. |       |
| Brougham       | 1987. – 1992. |       |
| Allanté        | 1987. – 1993. |       |
| Catera         | 1997. – 2001. |       |
| XLR            | 2003. – 2009. |       |
| STS-V          | 2005. – 2010. |       |
| BLS            | 2005. – 2009. |       |
| DTS            | 2006. - danas |       |
| STS            | 2005. - danas |       |
| CTS            | 2002. - danas |       |
| CTS-V          | 2004. - danas |       |
| SRX            | 2004. - danas |       |
| Escalade       | 1999. - danas |       |

## Vanjske poveznice
- Službena stranica  Arhivirana inačica izvorne stranice od 20. ožujka 2011. (Wayback Machine)
- Video stranica Cadillaca
- Cadillac Hrvatska[neaktivna poveznica]
- Službena stranica u Europi
- Službena stranica u Kanadi
- Wiki stranica: Cadillac  Arhivirana inačica izvorne stranice od 15. kolovoza 2011. (Wayback Machine)